# Усов, Александр Викторович
Алекса́ндр Ви́кторович У́сов (род. 1975) — российский актёр театра и кино.

## Биография
Александр Викторович Усов родился 20 июля 1975 года.
В 1996 году окончил РАТИ—ГИТИС, мастерская Л. Е. Хейфеца.
Служил в Московском драматическом театре им. К. С. Станиславского с 1997 по 2004 годы, был занят в постановках режиссёра Владимира Мирзоева. Работа в спектакле «Голуби» (режиссёр Владимир Мирзоев) отмечена премией «Московские дебюты» за лучшую мужскую роль. За роль Треплева в спектакле Государственного театра наций «Опыт освоения пьесы „Чайка“ системой Станиславского» (режиссёр Андрей Жолдак) получил приз «За лучшее воплощение роли молодым актёром» на международном театральном фестивале «Контакт» в городе Торуни (Польша).
В спектакле «Игроки» Театрального Товарищества 814 Олега Меньшикова играет роль Ихарева.
Дебют на сцене МХТ состоялся в 2003 году в спектакле «Осада», также играл в спектакле «Киже», как приглашенный актёр. С 2012 года входит в труппу МХТ. Сотрудничает с театром «Модерн», с театром «Центр драматургии и режиссуры» Алексея Казанцева и Михаила Рощина, с театром Антона Чехова, занят в постановках Другого театра, играет в спектаклях Независимого театрального проекта Эльшана Мамедова и в других театральных проектах. С 2003 года снимается в кино и на телевидении. 
Женат, сын Федор (род. 2017) 

## Творчество

### Роли в театре

#### Московский драматический театр им. К. С. Станиславского
- «Голуби» режиссёр В. Мирзоев — Гриша
- «B поискax чудесногo» режиссёр В. Мирзоев — Актер
- «Двенадцатая ночь» режиссёр В. Мирзоев — Эндрю Эгюйчик — программка
- «Укрощение строптивой» режиссёр В. Мирзоев — Гортензио — программка
- «Мы начинаем новую жизнь, или Полонез Огиньского» режиссёр Л.Хейфец — Дима

#### МХТ им. Чехова
- «Киже» режиссёр К. Серебренников — писарь; конвойный; могильщик — программка и фото
- «Осада» режиссёр Е. Гришковец — Третий воин — программка и фото
- «Дуэль» режиссёр А. Яковлев — Лаевский — программка и фото
- «Сирано де Бержерак» режиссёр Е. Перегудов — Рагно

#### Театральное товарищество 814
«Игpoки» режиссёр О. Меньшиков — Ихарев

#### «Модерн»
- «Саломея» режиссёр Владимир Агеев — Иоканаан, пророк
- «Пляски» режиссёр Владимир Агеев

#### Центр драматургии и режиссуры А. Казанцева и М. Рощина
- «Москва-открытый город» режиссёр В. Мирзоев — Глаз
- «Сны Евгении» режиссёр В. Агеев — Radio chorus (радиохор); Виктор, слесарь-сантехник; Военный; Мужчина из очереди

#### Театр Антона Чехова
- «Позa эмигpaнтa» режиссёр Л.Трушкин — Илья
- «Русский Джокер» режиссёр Л.Трушкин — Владимир
- «Чествованиe» режиссёр Л.Трушкин — Джуд
- «Taм жe, тогдa жe» режиссёр Л.Трушкин — Джордж

#### Театр наций
«Oпыт oсвoeния пьесы „Чайкa“ системой Станиславскогo» режиссёр А.Жолдак — Треплев

#### Независимый театральный проект
- 2000 — «Миллионерша»[1] по пьесе Бернард Шоу — Врач—Египтянин
- 2006 — «Дед Мороз - Мерзавец"»[2] Ж. Баласко, М.-А. Шазель, К. Клавье, Ж. Жюньо, Т. Лермитт, Б. Мойно — Мортез
- 2008 — «Театр по правилам и без» М. Фрейн, режиссёр В. Петров — Гарри, он же Роджер

#### Другой театр
- «Орнитология» реж. Владимир Агеев— Ленечка — программка и фото
- «Чуть-чуть о женщине» реж. Владимир Агеев
- «Серсо» реж. Владимир Агеев— Петушок

#### Арт-проект ТЦ «На Страстном»
«Рыбы-не-мы» реж. В.Тертелис — Он

#### Школа драматического искусства
«Воскресение Лазаря» реж. Б.Мильграм — Лебезятников

#### фестиваль «Net»
«Считай, что ты Бог» реж. Йоэл Лехтонен

#### Фестиваль «Новая драма»
«Лунопат» реж. У.Шилкина — Чижевский

### Фильмография
- 2003 «Три цвета любви», реж. Д. Светозаров — эпизод
- 2005 «Игроки» (фильм-спектакль), реж. П. Шепотинник, О. Меньшиков — шулер Ихарев
- 2005 «Золотой телёнок», реж. У. Шилкина — фоторепортёр Меньшов
- 2007 «Отрыв», реж. А. Миндадзе — диспетчер
- 2008 «Атлантида» реж. Флюза Фархшатова, Вадим Данцигер, Александр Сухарев
- 2009 «Чудес не бывает», реж. Ю. Панкосьянова — Митя
- 2011 «МУР. Третий фронт» — Марк Шамис, сосед Полины Майской

## Награды и достижения
- Премия «Московские дебюты» за лучшую мужскую роль (спектакль «Голуби»)
- Приз «За лучшее воплощение роли молодым актером» в спектакле «Oпыт oсвoeния пьесы „Чайкa“ системой Станиславскогo» на международном театральном фестивале «Контакт» в городе Торуни (Польша)